# Cristo de Aranza
Cristo de Aranza est l'une des dix-huit paroisses civiles de la municipalité de Maracaibo dans l'État de Zulia au Venezuela.  Sa capitale est Maracaibo.